# جمعود
جُمْعود (الاسم العلمي phymatodes)، جنس حشرات من الخنافس وفصيلة الخنافس طويلة القرون، ومن أنواعها:
- جمعود الحور
- جمعود المغث
- جمعود قرميدي (Linnaeus, 1758)